# Wallowa County
Wallowa County ist ein County im Bundesstaat Oregon der Vereinigten Staaten. Das U.S. Census Bureau hat bei der Volkszählung 2020 eine Einwohnerzahl von 7.391 ermittelt. Der Sitz der Countyverwaltung (County Seat) befindet sich in Enterprise.

## Geographie
Das County hat eine Fläche von 8163 Quadratkilometern; davon sind 16 Quadratkilometer (0,2 Prozent) Wasserfläche.

## Geschichte
Das County wurde am 11. Februar 1887 gegründet und nach Wallowa Lake und Wallowa River benannt.
Im County liegt eine National Historic Landmark, die Nez Perce Traditional Site, Wallowa Lake. 20 Bauwerke und Stätten des Countys sind im National Register of Historic Places (NRHP) eingetragen (Stand 18. Juli 2018).

## Demografische Daten

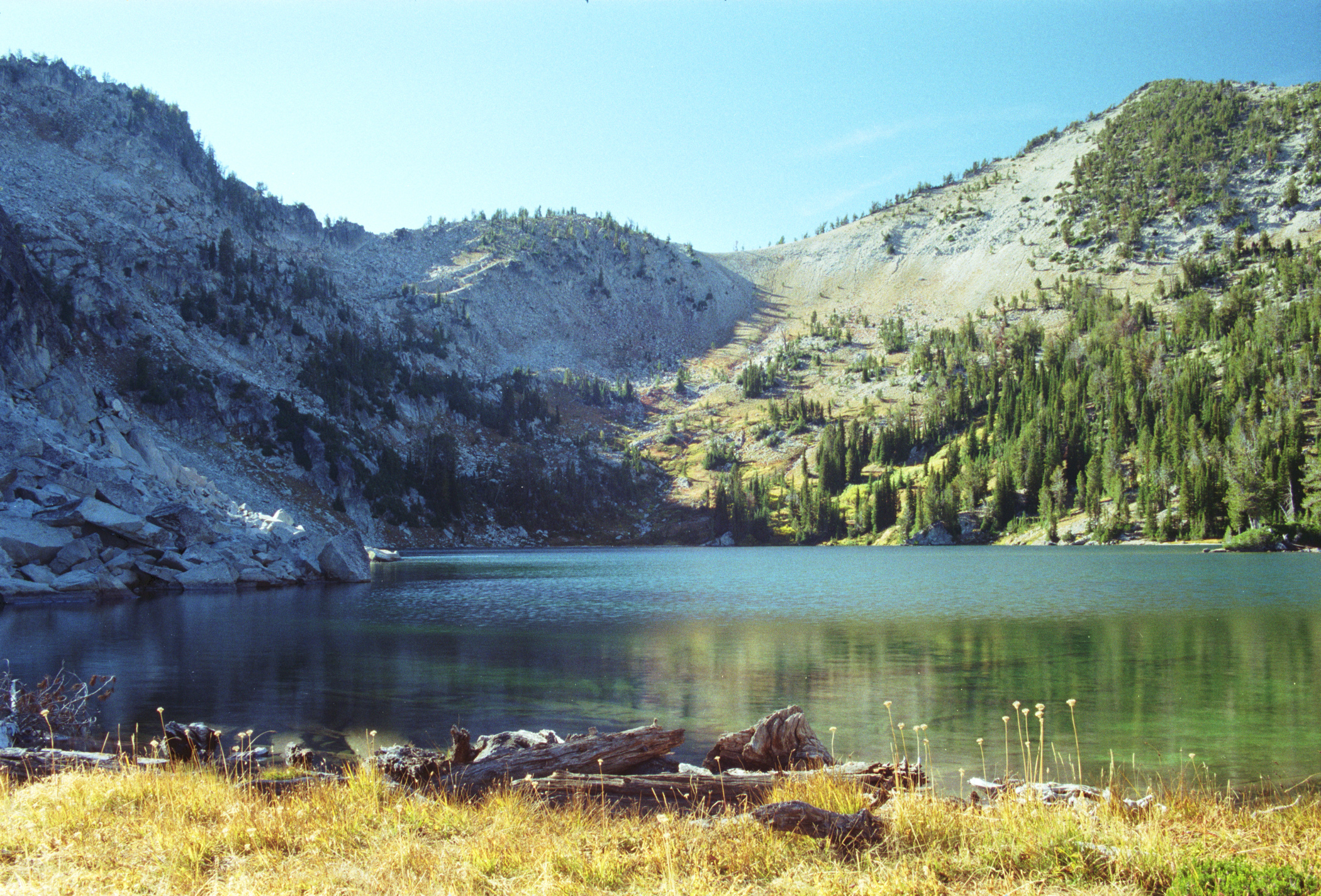
Der Maxwell Lake in der Eagle Cap Wilderness

Nach der Volkszählung im Jahr 2000 lebten im County 7226 Menschen. Es gab 3029 Haushalte und 2083 Familien. Die Bevölkerungsdichte betrug 1 Einwohner pro Quadratkilometer. Ethnisch betrachtet setzte sich die Bevölkerung zusammen aus 96,50 % Weißen, 0,03 % Afroamerikanern, 0,71 % amerikanischen Ureinwohnern, 0,24 % Asiaten, 0,04 % Bewohnern aus dem pazifischen Inselraum und 0,95 % Prozent aus anderen ethnischen Gruppen; 1,54 % stammten von zwei oder mehr ethnischen Gruppen ab. 1,73 % der Bevölkerung waren spanischer oder lateinamerikanischer Abstammung.
Von den 3029 Haushalten hatten 28,50 % Kinder und Jugendliche unter 18 Jahre, die bei ihnen lebten. 58,70 % waren verheiratete, zusammenlebende Paare, 6,90 % waren allein erziehende Mütter. 31,20 % waren keine Familien. 27,10 % waren Singlehaushalte und in 11,90 % lebten Menschen im Alter von 65 Jahren oder darüber. Die Durchschnittshaushaltsgröße betrug 2,35 und die durchschnittliche Familiengröße lag bei 2,85 Personen.
Auf das gesamte County bezogen setzte sich die Bevölkerung zusammen aus 24,30 % Einwohnern unter 18 Jahren, 4,90 % zwischen 18 und 24 Jahren, 21,90 % zwischen 25 und 44 Jahren, 30,00 % zwischen 45 und 64 Jahren und 18,90 % waren 65 Jahre alt oder darüber. Das Durchschnittsalter betrug 44 Jahre. Auf 100 weibliche Personen kamen 100,10 männliche Personen, auf 100 Frauen im Alter ab 18 Jahren kamen statistisch 96,10 Männer.

Das jährliche Durchschnittseinkommen eines Haushalts betrug 32.129 USD, das Durchschnittseinkommen der Familien betrug 38.682 USD. Männer hatten ein Durchschnittseinkommen von 28.202 USD, Frauen 21.558 USD. Das Prokopfeinkommen betrug 17.276 USD. 14,00 % der Bevölkerung und 9,80 % der Familien lebten unterhalb der Armutsgrenze. 18,30 % davon waren unter 18 Jahre und 11,40 % waren 65 Jahre oder älter.